# Tullio Pitacco
Tullio Pitacco, né le 26 février 1925, à Trieste, en Italie et mort le 24 décembre 2010, à Trieste, en Italie, est un ancien joueur italien de basket-ball.

## Palmarès
- Finaliste du championnat d'Europe 1946